# وزارة ما وراء البحار (فرنسا)
وزارة ما وراء البحار (بالفرنسية: Ministère des Outre-mer)هي وزارة في الحكومة الفرنسية مسؤولة عن الإشراف على الإدارات والجماعات والأقاليم فيما وراء البحار التابعة للجمهورية الفرنسية. يرأسها منذ مايو 2022 وزير الخارجية يائيل براون بيفيه.

## تاريخ
كانت في الأصل جزءًا من وزارة البحرية، وأصبحت وزارة رسمية في 20 مارس 1894 كوزارة للمستعمرات (بالفرنسية: وزارة المستعمرات) بموجب قانون من حكومة جان كازيمير بيرييه.